# Mariana Duque Mariño
Dit is een Spaanse naam; Duque is de vadernaam en Mariño is de moedernaam.
Mariana Duque Mariño (Bogota, 12 augustus 1989) is een voormalig tennisspeelster uit Colombia. Duque Mariño begon met tennis toen zij vijf jaar oud was. Haar favoriete ondergrond is gravel. Zij speelt rechtshandig en heeft een tweehandige backhand. Zij was actief in het internationale tennis van 2004 tot en met 2018.

## Loopbaan
Duque Mariño bereikte in 2007 de finale van het juniorentoernooi op Roland Garros, waar zij uiteindelijk verloor van Alizé Cornet, met een geleend racket, omdat haar rackets op het vliegveld waren zoekgeraakt.
Op het US Open 2008 bereikte Duque de tweede ronde door Tamarine Tanasugarn, negentiende op de wereldranglijst, te verslaan na de eerste set met 0–6 te hebben verloren. In de tweede ronde verloor zij in twee sets van Agnieszka Radwańska, nummer 9 op de wereldranglijst. Dankzij deze prestatie kwam zij voor het eerst in de top 100 van de wereld.
Duque was ook aanwezig op het WTA-toernooi van Bogota 2008, waar zij het in de eerste ronde opnam tegen Jelena Kostanić-Tošić en door opgave van haar tegenstandster won. In de tweede ronde stond zij tegenover Yvonne Meusburger, de als vijfde geplaatste in het toernooi, waarvan Duque won in twee sets. In de kwartfinale stond zij tegenover María Emilia Salerni, waar Duque in drie sets van verloor.
In 2010 won zij het WTA-enkelspeltoernooi in Bogota waarbij zij in de finale de als vijfde geplaatste Angelique Kerber versloeg. In 2012 won zij het WTA-dubbelspeltoernooi in Båstad, samen met landgenote Catalina Castaño. Met dezelfde partner won zij in 2013 het toernooi van Cali.
In 2012 nam Duque Mariño deel aan de Olympische Spelen in Londen. Tijdens de eerste ronde moest zij de strijd staken.
In 2015 won zij de gouden medaille in het vrouwenenkelspel op de Pan-Amerikaanse Spelen in Toronto. In oktober van dat jaar bereikte zij haar hoogste ranglijstpositie in het enkelspel (66e).
Haar beste resultaat op de grandslamtoernooien is het bereiken van de derde ronde, eenmaal op het US Open 2015 waar zij verloor van de Italiaanse Roberta Vinci en andermaal op Roland Garros 2017 waar zij verloor van de Paraguayaanse Verónica Cepede Royg.
In 2016 nam Duque Mariño deel aan de Olympische Spelen in Rio de Janeiro. In de eerste ronde verloor zij van de als tweede geplaatste Angelique Kerber.
In de periode 2005–2017 maakte Duque Mariño deel uit van het Colombiaanse Fed Cup-team – zij behaalde daar een winst/verlies-balans van 42–22.
Op 't laatst van haar carrière, in juni 2018, won zij nog de dubbelspeltitel op het WTA-toernooi van Bol, samen met de Chinese Wang Yafan – daarmee bereikte zij nog de top van haar ranglijstpositie in het dubbelspel (96e).
Op het ITF-circuit won zij negentien titels in het enkelspel en veertien in het dubbelspel.

## Posities op deWTA-ranglijst
Positie per einde seizoen:
| jaar | rang enkelspel | rang dubbelspel |
| ---- | -------------- | --------------- |
| 2005 | 803            | 894             |
| 2006 | 392            | 489             |
| 2007 | 201            | 492             |
| 2008 | 110            | 338             |
| 2009 | 191            | –               |
| 2010 | 128            | 402             |
| 2011 | 190            | 245             |
| 2012 | 140            | 139             |
| 2013 | 101            | 105             |
| 2014 | 137            | 115             |
| 2015 | 75             | 229             |
| 2016 | 106            | 244             |
| 2017 | 103            | 107             |
| 2018 | 112            | 131             |

## Palmares
| Legenda                 |
| ----------------------- |
| Grandslamtoernooi       |
| Olympische Spelen       |
| Year-End Championships  |
| Premier Mandatory       |
| Premier Five / WTA 1000 |
| Premier / WTA 500       |
| International / WTA 250 |
| Challenger / WTA 125    |

### WTA-finaleplaatsen enkelspel
| nr.              | finale     | toernooi       | ondergrond | tegenstandster   | score    |         |
| ---------------- | ---------- | -------------- | ---------- | ---------------- | -------- | ------- |
| gewonnen finales |            |                |            |                  |          |         |
| 1.               | 2010-02-21 | WTA Bogota     | gravel     | Angelique Kerber | 6-4, 6-3 | details |
| verloren finales |            |                |            |                  |          |         |
| 1.               | 2016-05-21 | WTA Neurenberg | gravel     | Kiki Bertens     | 2-6, 2-6 | details |

### WTA-finaleplaatsen vrouwendubbelspel
| nr.              | finale     | toernooi     | ondergrond | partner              | tegenstandsters                               | score            |         |
| ---------------- | ---------- | ------------ | ---------- | -------------------- | --------------------------------------------- | ---------------- | ------- |
| gewonnen finales |            |              |            |                      |                                               |                  |         |
| 1.               | 2012-07-22 | WTA Båstad   | gravel     | Catalina Castaño     | Eva Hrdinová Mervana Jugić-Salkić             | 4-6, 7-5, [10-5] | details |
| 2.               | 2013-02-17 | WTA Cali     | gravel     | Catalina Castaño     | Florencia Molinero Teliana Pereira            | 3-6, 6-1, [10-5] | details |
| 3.               | 2018-06-10 | WTA Bol      | gravel     | Wang Yafan           | Sílvia Soler Espinosa Barbora Štefková        | 6-3, 7-5         | details |
| verloren finales |            |              |            |                      |                                               |                  |         |
| 1.               | 2013-03-02 | WTA Acapulco | gravel     | Catalina Castaño     | Lourdes Domínguez Lino Arantxa Parra Santonja | 4-6, 6-7         | details |
| 2.               | 2017-03-04 | WTA Acapulco | hardcourt  | Verónica Cepede Royg | Darija Jurak Anastasia Rodionova              | 3-6, 2-6         | details |
| 3.               | 2018-04-15 | WTA Bogota   | gravel     | Nadia Podoroska      | Dalila Jakupović Irina Chromatsjova           | 3-6, 4-6         | details |

### Gewonnen ITF-toernooien enkelspel
| nr. | finale     | toernooi            | dotatie  | tegenstandster in finale     | score         |
| --- | ---------- | ------------------- | -------- | ---------------------------- | ------------- |
| 1.  | 2006-05-07 | Mazatlan            | $ 10.000 | Andrea Remynse               | 6-2, 6-4      |
| 2.  | 2006-05-14 | Los Mochis          | $ 10.000 | Agustina Lepore              | 6-2, 6-1      |
| 3.  | 2006-09-17 | Caracas             | $ 10.000 | Florencia Molinero           | 3-4 opg.      |
| 4.  | 2007-04-01 | Xalapa              | $ 10.000 | Vanina García Sokol          | 6-3, 7-6      |
| 5.  | 2007-09-30 | Juarez              | $ 25.000 | Soledad Esperón              | 6-3, 7-5      |
| 6.  | 2007-10-21 | San Luis Potosi     | $ 25.000 | Arantxa Rus                  | 3-6, 6-4, 6-3 |
| 7.  | 2008-05-11 | Irapuato            | $ 25.000 | Nikola Fraňková              | 6-4, 3-6, 6-3 |
| 8.  | 2008-07-13 | Bogota              | $ 25.000 | María Fernanda Álvarez Terán | 6-0, 6-4      |
| 9.  | 2011-07-17 | Bogota              | $ 25.000 | María Fernanda Álvarez Terán | 7-6, 4-6, 6-3 |
| 10. | 2011-08-14 | Versmold            | $ 25.000 | Scarlett Werner              | 7-6, 7-5      |
| 11. | 2012-05-20 | Saint-Gaudens       | $ 50.000 | Claire Feuerstein            | 4-6, 6-3, 6-2 |
| 12. | 2012-10-28 | Florence            | $ 25.000 | Stéphanie Dubois             | 4-6, 6-2, 6-1 |
| 13. | 2013-03-31 | Osprey              | $ 25.000 | Estrella Cabeza Candela      | 7-6, 6-1      |
| 14. | 2013-04-14 | Pelham              | $ 25.000 | Kurumi Nara                  | 1-6, 6-3, 6-4 |
| 15. | 2013-10-20 | Rock Hill           | $ 25.000 | Anna Tatishvili              | 6-3, 6-4      |
| 16. | 2014-02-29 | Stuttgart-Vaihingen | $ 25.000 | Carina Witthöft              | 5-7, 6-2, 6-2 |
| 17. | 2014-10-18 | Tampico             | $ 50.000 | An-Sophie Mestach            | 3-6, 6-1, 7-6 |
| 18. | 2018-04-29 | Charlottesville     | $ 80.000 | Anhelina Kalinina            | 0-6, 6-1, 6-2 |
| 19. | 2018-06-17 | Hódmezővásárhely    | $ 60.000 | Irina Maria Bara             | 4-6, 7-5, 6-2 |

### Gewonnen ITF-toernooien dubbelspel
| nr. | finale     | toernooi      | dotatie   | partner                | tegenstandsters in finale            | score             |
| --- | ---------- | ------------- | --------- | ---------------------- | ------------------------------------ | ----------------- |
| 1.  | 2006-05-13 | Los Mochis    | $ 10.000  | Viky Núñez Fuentes     | María Irigoyen Agustina Lepore       | 7-5, 6-3          |
| 2.  | 2006-06-04 | León          | $ 10.000  | Viky Núñez Fuentes     | Erika Clarke Courtney Nagle          | 7-6, 7-6          |
| 3.  | 2006-09-03 | Bogota        | $ 10.000  | Viky Núñez Fuentes     | Vanesa Furlanetto María Irigoyen     | 6-4, 6-2          |
| 4.  | 2008-06-07 | Grado         | $ 25.000  | Melanie Klaffner       | Marinne Giraud Christina Wheeler     | 6-1, 6-2          |
| 5.  | 2008-07-12 | Bogota        | $ 25.000  | Viky Núñez Fuentes     | Mailen Auroux Nicole Clerico         | 6-3, 6-4          |
| 6.  | 2010-10-24 | Rock Hill     | $ 25.000  | Maria Fernanda Alves   | Sanaz Marand Caitlin Whoriskey       | 6-1, 4-6, [10-4]  |
| 7.  | 2013-10-20 | Rock Hill     | $ 25.000  | María Irigoyen         | Alexandra Kiick Asia Muhammad        | 4-6, 7-6, [12-10] |
| 8.  | 2014-07-06 | Versmold      | $ 50.000  | Gabriela Dabrowski     | Verónica Cepede Royg Stephanie Vogt  | 6-4, 6-2          |
| 9.  | 2014-09-28 | Juárez        | $ 25.000  | Laura Pigossi          | Ioana Loredana Roșca Lenka Wienerová | 6-1, 3-6, [10-4]  |
| 10. | 2014-10-12 | Monterrey     | $ 50.000  | Lourdes Domínguez Lino | Elise Mertens Arantxa Rus            | 6-3, 7-6          |
| 11. | 2014-11-02 | New Braunfels | $ 50.000  | Verónica Cepede Royg   | Alexa Glatch Bernarda Pera           | 6-0, 6-3          |
| 12. | 2015-05-17 | Saint-Gaudens | $ 50.000  | Julia Glushko          | Beatriz Haddad Maia Nicole Melichar  | 1-6, 7-6, [10-4]  |
| 13. | 2017-02-19 | Surprise      | $ 25.000  | Nadia Podoroska        | Usue Maitane Arconada Sofia Kenin    | 4-6, 6-0, [10-5]  |
| 14. | 2017-07-15 | Boedapest     | $ 100.000 | María Irigoyen         | Aleksandra Krunić Nina Stojanović    | 7-6, 7-5          |

### Gewonnen juniorentoernooien enkelspel
| nr. | datum      | toernooi     | categorie | tegenstandster  | score    |
| --- | ---------- | ------------ | --------- | --------------- | -------- |
| 1.  | 2007-01-21 | Barranquilla | 1         | Claudia Giovine | 7-5, 6-1 |

## Resultaten grote toernooien
| Legenda | Legenda                          |
| ------- | -------------------------------- |
| g.t.    | geen toernooi gehouden           |
| l.c.    | lagere categorie                 |
| –       | niet deelgenomen                 |
| G       | uitgeschakeld in de groepsfase   |
| 1R      | uitgeschakeld in de eerste ronde |
| 2R      | uitgeschakeld in de tweede ronde |
| 3R      | uitgeschakeld in de derde ronde  |
| 4R      | uitgeschakeld in de vierde ronde |
| KF      | uitgeschakeld in de kwartfinale  |
| HF      | uitgeschakeld in de halve finale |
| F       | de finale verloren               |
| W       | het toernooi gewonnen            |
| w-v     | winst/verlies-balans             |

### Enkelspel
| toernooi            | 2008 | 2009 | 2010 | 2011 | 2012 | 2013 | 2014 | 2015 | 2016 | 2017 | 2018 |
| ------------------- | ---- | ---- | ---- | ---- | ---- | ---- | ---- | ---- | ---- | ---- | ---- |
| grandslamtoernooien |      |      |      |      |      |      |      |      |      |      |      |
| Australian Open     | –    | 1R   | –    | –    | –    | –    | 1R   | –    | 1R   | 1R   | 1R   |
| Roland Garros       | –    | 2R   | 1R   | –    | –    | 2R   | –    | –    | 2R   | 3R   | 2R   |
| Wimbledon           | –    | –    | 1R   | –    | –    | 2R   | –    | 2R   | 1R   | –    | 1R   |
| US Open             | 2R   | –    | –    | –    | –    | 1R   | –    | 3R   | 1R   | –    | –    |
| Premier Mandatory   |      |      |      |      |      |      |      |      |      |      |      |
| Indian Wells        | –    | –    | –    | –    | –    | –    | –    | –    | 1R   | 2R   | –    |
| Miami               | –    | 1R   | –    | –    | –    | –    | –    | –    | –    | –    | –    |
| Madrid              | l.c. | 1R   | –    | –    | –    | –    | 1R   | 2R   | –    | 2R   | –    |
| Peking              | l.c. | –    | –    | –    | –    | –    | –    | –    | –    | –    | –    |
| Premier Five        |      |      |      |      |      |      |      |      |      |      |      |
| Dubai/Doha          | –    | –    | –    | –    | –    | –    | –    | –    | –    | –    | –    |
| Rome                | –    | 1R   | –    | –    | –    | –    | –    | –    | 2R   | –    | –    |
| Montréal/Toronto    | –    | –    | –    | –    | –    | –    | –    | 1R   | 1R   | 1R   | –    |
| Cincinnati          | –    | –    | –    | –    | –    | –    | –    | –    | –    | –    | –    |
| Tokio/Wuhan         | –    | –    | –    | –    | –    | –    | –    | 1R   | –    | –    | –    |
| olympisch           |      |      |      |      |      |      |      |      |      |      |      |
| Olympische Spelen   | –    | g.t. | g.t. | g.t. | 1R   | g.t. | g.t. | g.t. | 1R   | g.t. | g.t. |
| statistieken        |      |      |      |      |      |      |      |      |      |      |      |
| titels per jaar     | 0    | 0    | 1    | 0    | 0    | 0    | 0    | 0    | 0    | 0    | 0    |
| eindejaarsranking   | 110  | 191  | 128  | 190  | 140  | 101  | 137  | 75   | 106  | 103  | 1112 |

### Vrouwendubbelspel
| toernooi        | 2016 |
| --------------- | ---- |
| Australian Open | 1R   |
| Roland Garros   | –    |
| Wimbledon       | 2R   |
| US Open         | 1R   |

### Gemengd dubbelspel
| toernooi        | 2016 |
| --------------- | ---- |
| Australian Open | –    |
| Roland Garros   | –    |
| Wimbledon       | KF   |
| US Open         | –    |